# 松井友閑
松井友閑（生卒年不詳），是日本戰國時代的武將。織田氏家臣，官拜正四位下，宮內卿法印，號德庵，其出身地說法不一，據信長公記所載，他是尾張清洲的町人，另外在傳教士的紀錄中也有他以前曾出家為僧的說法。

## 生平
1568年織田信長上洛後擔任其佑筆，負責京都政務的處理和京、界商人的交涉，1575年被派駐為界鎮的代官，和當地豪商津田宗及有親交，在織田家財務上頗有建樹，替織田家增廣財源。同時也擔任和本願寺、上杉氏交涉的外交工作。
本能寺之變後，依附羽柴秀吉，依然擔任界鎮的代官，在1586年突然被罷免，此後生平不詳。

## 登場作品
影視劇
- 怎麼辦家康（2023年、NHK大河劇、演：村上和（日语：村上かず））